# Лос-Риос (область)
Лос-Риос (исп. Los Ríos) — административная область в центральной части Чили. Включает в себя 2 провинции и 12 коммун.
Территория — 118 429,5 км². Население — 384 837 человек (2017). Плотность населения — 20,88 чел./км²..
Административный центр — город Вальдивия.

## Расположение
Область граничит:
- на севере — область Араукания
- на востоке — Аргентина
- на юге — область Лос-Лагос
- на западе — Тихий океан

## География
Область Лос-Риос лежит в южной умеренной зоне, тектонически активном регионе. Географическое разнообразие области представлено 4 типами ландшафтов, с запада на восток — Береговая Кордильера, Продольная долина, предгорья Анд (Прекордильеры) и Анды.
Большая часть побережья и Береговой Кордильеры покрыта тропическим лесом. Средняя высота горного хребта небольшая, не превышает 1000 метров. Склоны хребта и побережье слабо освоены, ввиду большого количества осадков, крутосклонности и труднодоступности местных ландшафтов и подверженности циклонам. Здесь находится крупнейший город области, Вальдивия, порт в устье одноимённой реки. На юго-западе области находится национальный парк.
Долина в центре — наиболее освоенный и плотнозаселенный регион. Наибольшей ширины она достигает на юге, на севере осложняется сближением Береговой Кордильеры и Анд. Специализацией большинства населенных пунктов в этой местности является сельское хозяйство, причем преимущественно пастбищное животноводство.
Предгорья Анд (Прекордильеры) — живописный регион на западе области, между центральной долиной и основным хребтом Анд. Отличительной особенностью местных ландшафтов является совокупность озёр ледникового происхождения, проходящих цепочкой с севера на юг, и большое количество вулканов, покрытые вальдивскими лесами. В этом районе расположено несколько национальных парков.
На крайнем востоке, вдоль границы с Аргентиной протянулся основной андийский хребет. Высоты небольшие, до 2000 метров.

## Демография
Согласно сведениям, собранным в ходе переписи 2017 г. Национальным институтом статистики (INE), население области составляет:
| Полное население                         | Полное население                         | Полное население                         | Полное население                         | Полное население                         | 384 837 |
| ---------------------------------------- | ---------------------------------------- | ---------------------------------------- | ---------------------------------------- | ---------------------------------------- | ------- |
| в том числе:                             | Городское население                      | 275 786                                  | Процент городского населения, %          | 71.66                                    |         |
|                                          | Сельское население                       | 109 051                                  | Процент сельского населения, %           | 28.34                                    |         |
|                                          | Мужское население                        | 188 847                                  | Процент мужского населения, %            | 49.07                                    |         |
|                                          | Женское население                        | 195 990                                  | Процент женского населения, %            | 50.93                                    |         |
| Плотность населения, чел/км²             | Плотность населения, чел/км²             | Плотность населения, чел/км²             | Плотность населения, чел/км²             | Плотность населения, чел/км²             | 21,07   |
| Население региона в % к населению страны | Население региона в % к населению страны | Население региона в % к населению страны | Население региона в % к населению страны | Население региона в % к населению страны | 2.19    |

## Крупнейшие населенные пункты[5]
- Вальдивия — 140 559 чел. (2002)
- Ла-Уньон — 39 447 чел. (2002)
- Рио-Буэно — 32 627 чел. (2002)

## Административное деление
Область включает в себя 2 провинции:
| Политико-административное деление области Лос-Риос | Политико-административное деление области Лос-Риос                                                          |               |
| --- | --- | ------------- |
| \| Провинция \| Административный центр \| Коммуна \| \| ----------- \| ---------------------- \| ------------- \| \| 1 Вальдивия \| Вальдивия \| 1 Корраль \| \| 1 Вальдивия \| Вальдивия \| 2 Ланко \| \| 1 Вальдивия \| Вальдивия \| 3 Лос-Лагос \| \| 1 Вальдивия \| Вальдивия \| 4 Мафиль \| \| 1 Вальдивия \| Вальдивия \| 5 Марикина \| \| 1 Вальдивия \| Вальдивия \| 6 Паильяко \| \| 1 Вальдивия \| Вальдивия \| 7 Пангипульи \| \| 1 Вальдивия \| Вальдивия \| 8 Вальдивия \| \| 2 Ранко \| Ла-Унион \| 9 Футроно \| \| 2 Ранко \| Ла-Унион \| 10 Ла-Уньон \| \| 2 Ранко \| Ла-Унион \| 11 Лаго-Ранко \| \| 2 Ранко \| Ла-Унион \| 12 Рио-Буэно \| | Пангипульи Футроно Рио-Буэно Лаго-Ранко Ла-Унион Корраль Паильяко Вальдивия Мафиль Ланко Марикина Лос-Лагос |               |
| Провинция | Административный центр                                                                                      | Коммуна       |
| 1 Вальдивия | Вальдивия                                                                                                   | 1 Корраль     |
| 1 Вальдивия | Вальдивия                                                                                                   | 2 Ланко       |
| 1 Вальдивия | Вальдивия                                                                                                   | 3 Лос-Лагос   |
| 1 Вальдивия | Вальдивия                                                                                                   | 4 Мафиль      |
| 1 Вальдивия | Вальдивия                                                                                                   | 5 Марикина    |
| 1 Вальдивия | Вальдивия                                                                                                   | 6 Паильяко    |
| 1 Вальдивия | Вальдивия                                                                                                   | 7 Пангипульи  |
| 1 Вальдивия | Вальдивия                                                                                                   | 8 Вальдивия   |
| 2 Ранко | Ла-Унион | 9 Футроно     |
| 2 Ранко | Ла-Унион | 10 Ла-Уньон   |
| 2 Ранко | Ла-Унион | 11 Лаго-Ранко |
| 2 Ранко | Ла-Унион | 12 Рио-Буэно  |